# Malki Warschez
Malki Warschez (bulgarisch Малки Вършец, früher Srabe/Sarbe/Srbe/Serbe (Сръбе, Сърбе)) ist ein Dorf mit 252 Einwohnern an den Ausläufern des Balkangebirges im Norden Bulgariens in der Oblast Gabrowo. Es gehört zur Gemeinde Sewliewo. Malki Warschez liegt auf etwa 354 Metern über dem Meeresspiegel. Der nächste Ort ist Gradischte (Градище) etwa drei Kilometer östlich. Etwa zehn Kilometer in östlicher Richtung liegt der See Aleksandar Stambolijski (яз. Александър Стамболийски). Das Verwaltungszentrum der Gemeinde in Sewliewo befindet sich etwa zwölf Kilometer südöstlich vom Dorf. Haupteinnahmequelle des Dorfes ist die Landwirtschaft.
Das Dorf gehört seit 1878 zu Bulgarien. 1934 zählt es 39 Einwohner. Frühere Name des Ortes sind nach heutiger Transkription Srabe und Sarbe (Сръбе, Сърбе), alternativ transkribiert auch Srbe oder Serbe. Seit 1934 nach dem Putsch in Bulgarien durch die rechtsnationale Organisation Zveno unter der Führung von Kimon Georgiew und der von ihm 1934 radikal durchgeführten Verwaltungsreform trägt das Dorf offiziell den Namen Malki Warschez.